# چاندیرلار (فکه)
چاندیرلار (به ترکی استانبولی: Çandırlar) یک منطقهٔ مسکونی در ترکیه است که در فکه، ترکیه واقع شده‌است.